# Kaatedocus
Kaatedocus là một chi khủng long, được Tschopp & Mateus mô tả khoa học năm 2012.